# Rhabdophis adleri
Rhabdophis adleri är en ormart som beskrevs av Zhao 1997. Rhabdophis adleri ingår i släktet Rhabdophis och familjen snokar. Inga underarter finns listade i Catalogue of Life.
Denna orm förekommer endemisk på Hainan. Den når i bergstrakter 1000 meter över havet. Individerna vistas i gräsmarker och vid skogarnas kanter där de besöker odlingsmark. Arten är vanlig vid vattenansamlingar. Rhabdophis adleri är dagaktiv och den har fiskar samt groddjur som föda. Honor lägger ägg.
För beståndet är inga hot kända. Hela populationen anses vara stabil. IUCN kategoriserar arten globalt som livskraftig.